# 天主教塔克納暨莫克瓜教區
天主教塔克納暨莫克瓜教區（拉丁語：Dioecesis Tacnensis et Moqueguensis）是秘魯一個羅馬天主教教區，屬阿雷基帕總教區。
教區成立於1944年12月18日，1992年7月12日易名至今。
教區包括塔克納大區和莫克瓜大區，教座位於塔克納。2010年有教友556,000人（佔轄區總人口89.0%）、卅八個堂區、五十四名司鐸。現任教區主教為安多尼·科爾特斯·拉臘。